# Ryukyu Air Commuter

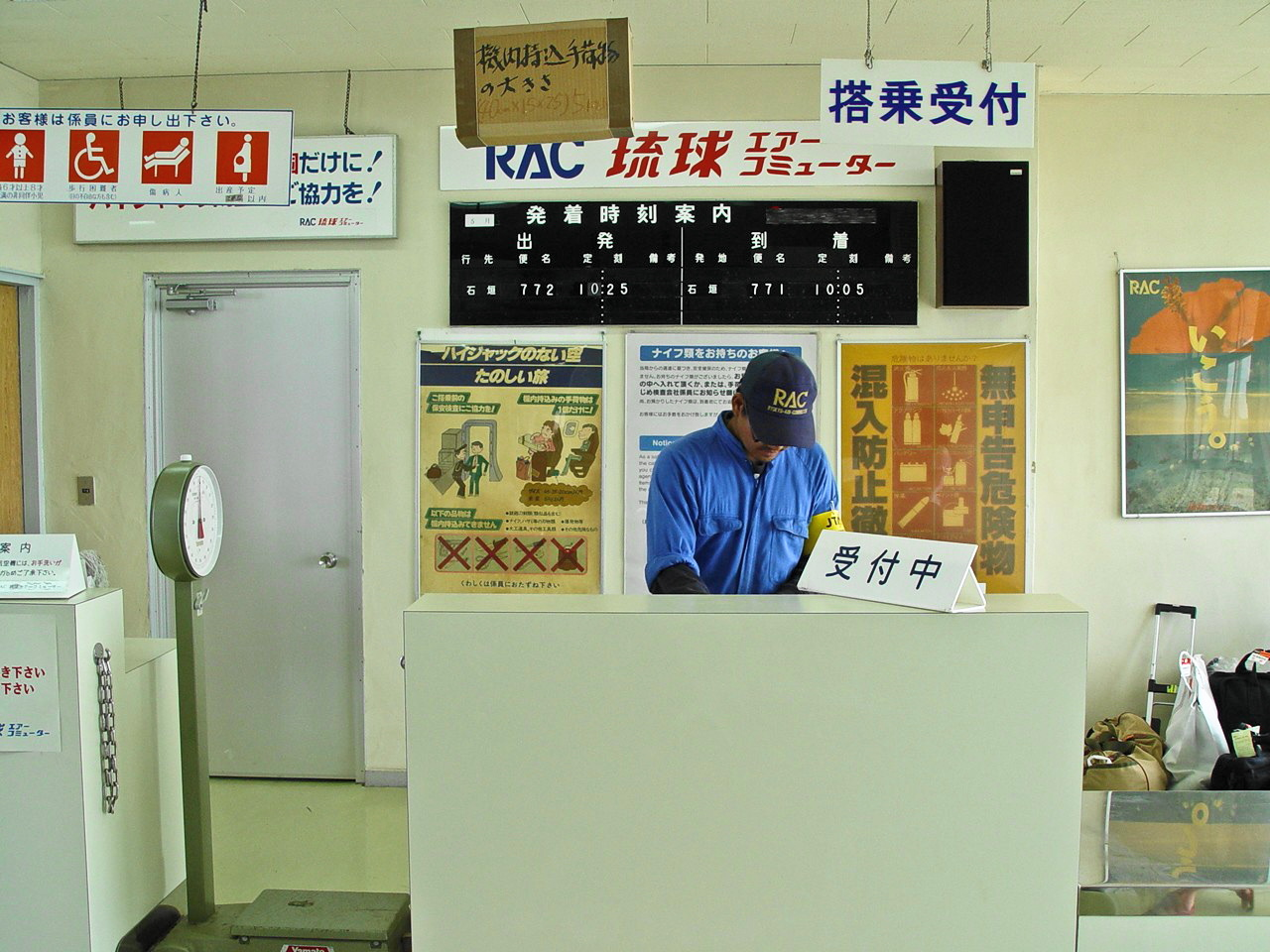
Un mostrador de facturación de Ryukyu Air Commuter en el Aeropuerto de Hateruma; desde 2008 RAC no opera vuelos en Hateruma.

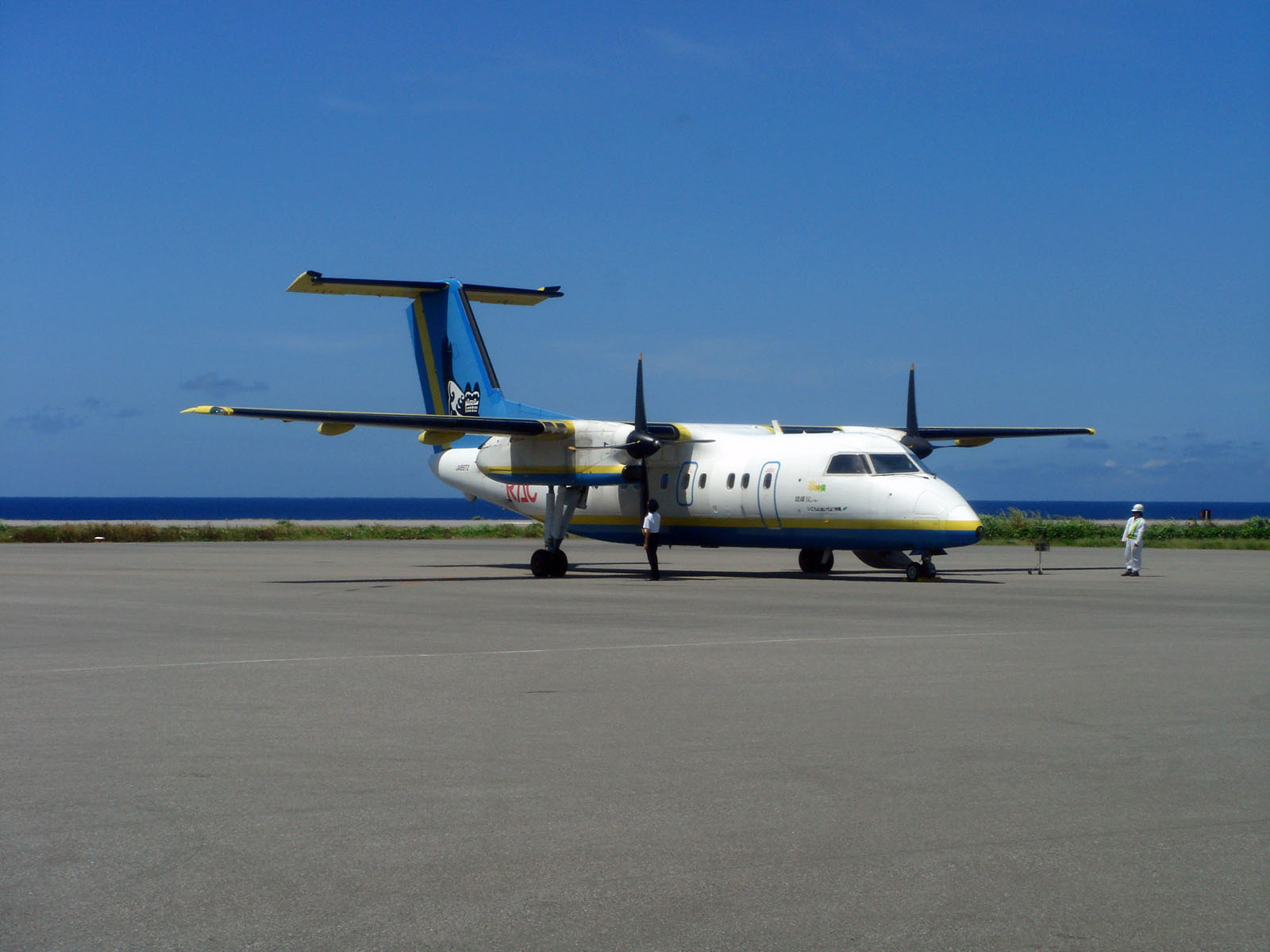
de Havilland Canada DHC-8-103Q Dash 8 operado por Ryukyu Air Commuter (librea antigua).

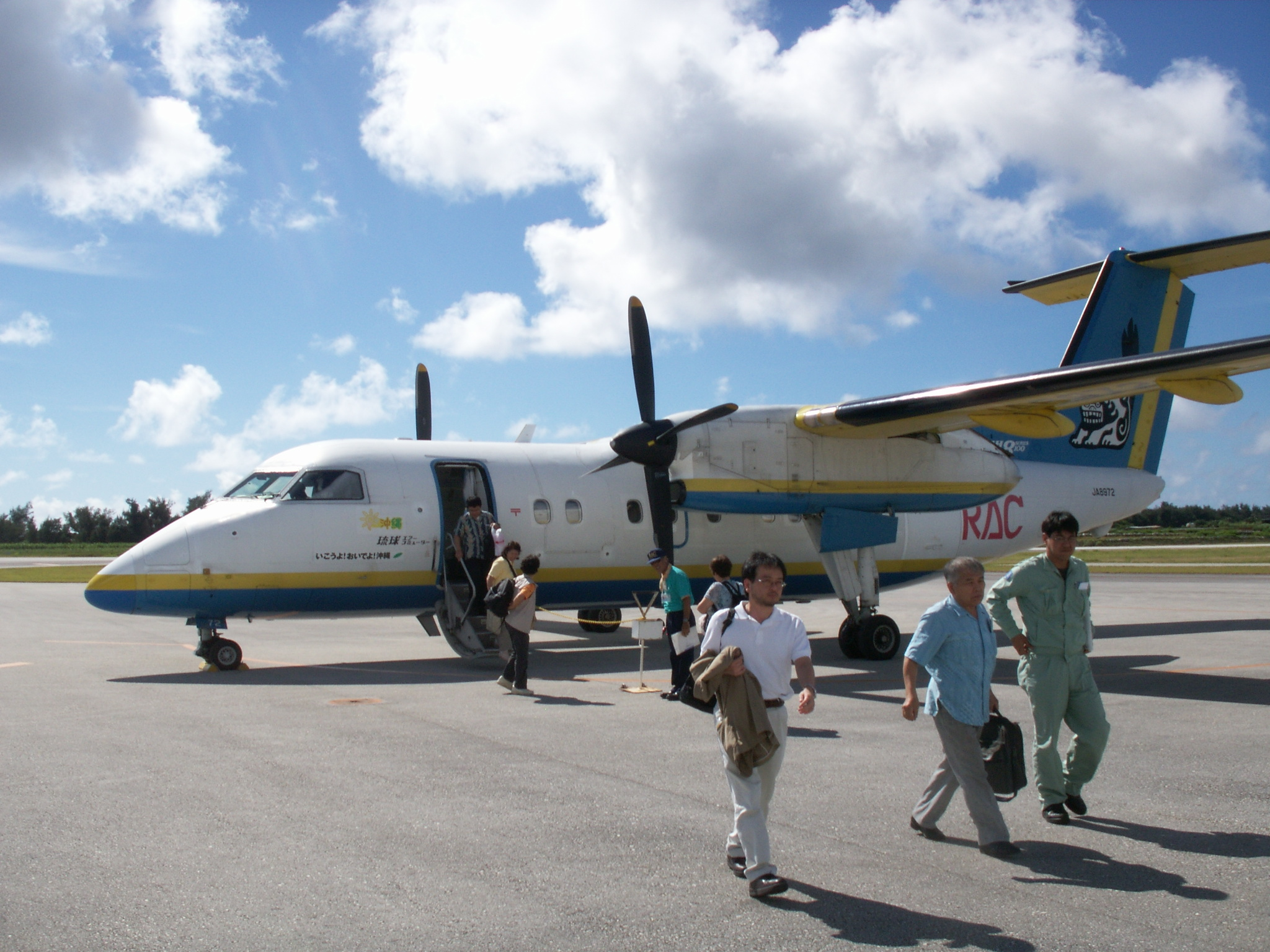
de Havilland Canada DHC-8-103Q Dash 8 operado por Ryukyu Air Commuter (librea antigua).

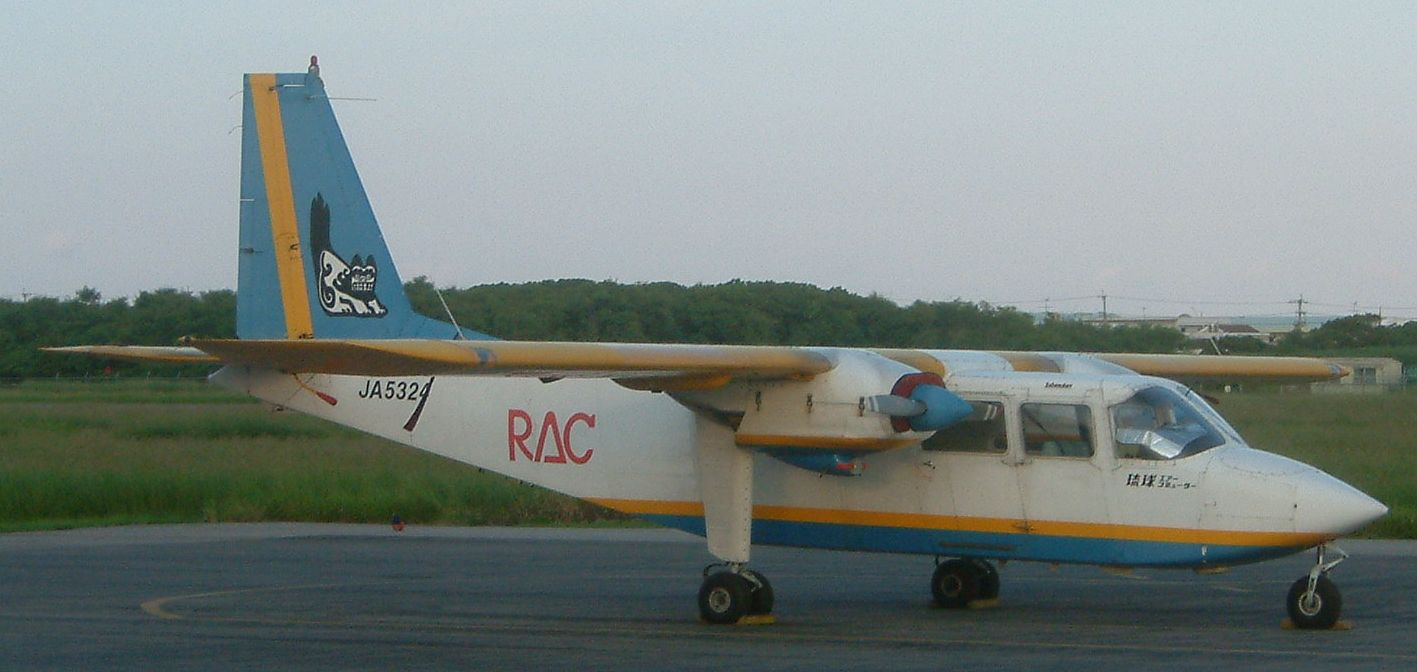
Britten-Norman Islander II operado por Ryukyu Air Commuter (librea antigua).

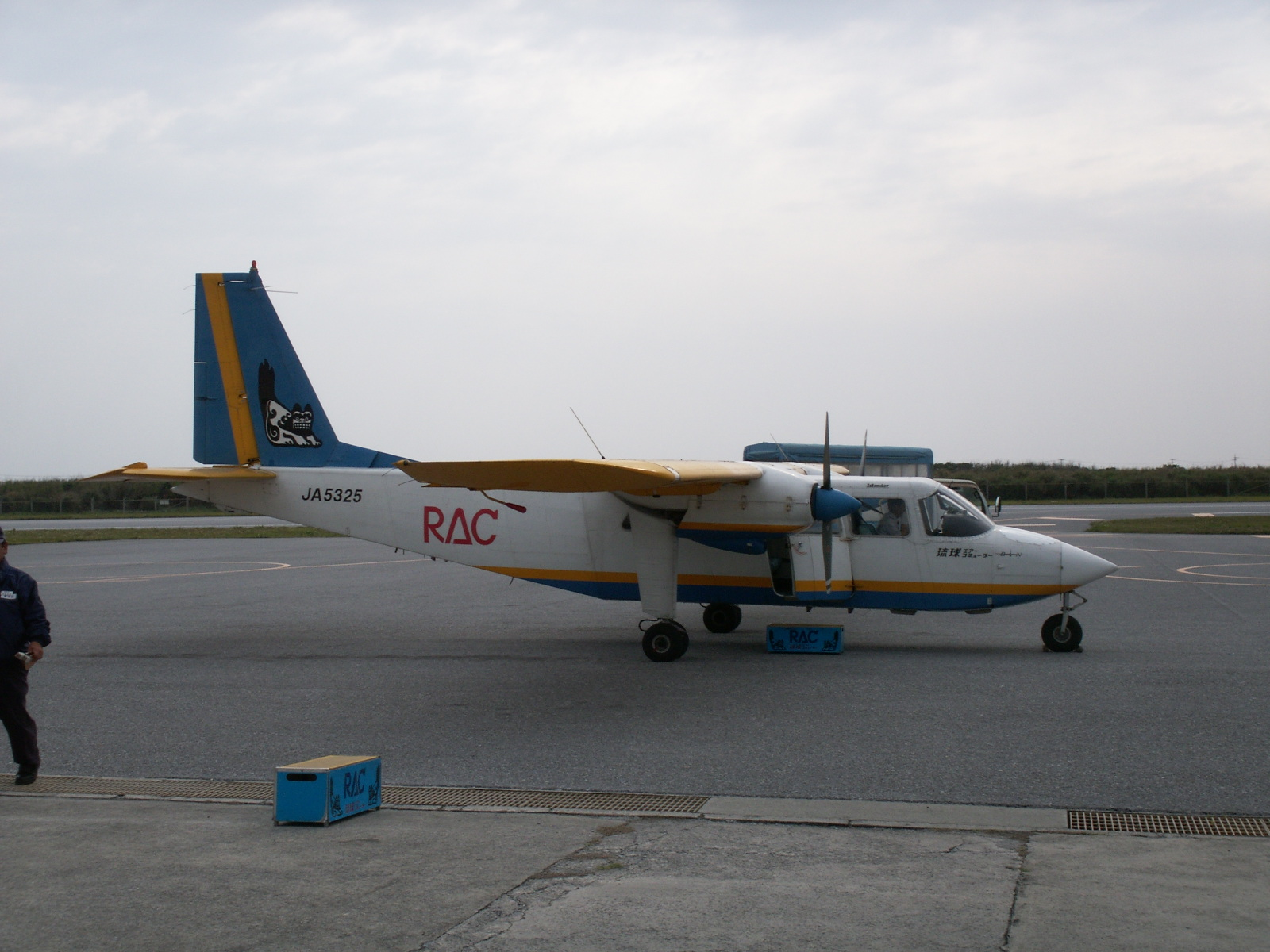
Britten-Norman Islander II por RAC (librea antigua).

Ryukyu Air Commuter Co., Ltd. (en japonés 琉球エアーコミューター株式会社; Ryūkyū Eā Komyūtā Kabushiki-gaisha) es una aerolínea con base en Naha, Prefectura de Okinawa, Japón. Efectúa vuelos de cabotaje de pasajeros desde la isla de Okinawa a las Islas Ryūkyū y las Islas Amami.

## Códigos
- Código ICAO: RAC (no es el actual)
- Callsign: RYUKYU (no es el actual)

## Historia
La aerolínea fue fundada en 1985 y comenzó a operar el 17 de febrero de 1985. Es propiedad de Japan Transocean Air (69.8%), otros accionistas (44.9%) y la Prefectura de Okinawa (5.1%).

## Destinos
Destinos regulares (a enero de 2008):
- Prefectura de Kagoshima
  - Amami en Amami Ōshima (Aeropuerto de Amami)
  - Yoron en Yoronjima (Aeropuerto de Yoron)
- Prefectura de Okinawa
  - Aguni (Aeropuerto de Aguni)
  - Ishigaki (Aeropuerto de Ishigaki)
  - Kitadaitō (Aeropuerto de Kitadaito)
  - Kumejima (Aeropuerto de Kumejima)
  - Minami-Daito (Aeropuerto de Minamidaito)
  - Miyako-jima en Miyakojima (Aeropuerto de Miyako)
  - Naha en la Isla de Okinawa (Aeropuerto de Naha) (Hub)
  - Tarama (Aeropuerto de Tarama)
  - Yonaguni en Yonaguni (Aeropuerto de Yonaguni)

### Antiguos Destinos
- Prefectura de Okinawa
  - Hateruma (Aeropuerto de Hateruma)[2]
  - Zamami, Islas Kerama (Aeropuerto de Kerama)[5]

## Flota

### Flota Actual
La flota de Ryukyu Air Commuter incluye las siguientes aeronaves (a agosto de 2021):
| Bombardier Dash 8-400 | 5 | — | Y50/Cargo |  |  |  |
| Total                 | 5 | — |           |  |  |  |